# Mikko Karmila
Mikko Santeri Karmila (n. Helsinki, 1964) es un productor, mezclador de audio finés de rock y heavy metal.
Karmila ha producido para bandas y artistas como Road Crew, Stone, Kotiteollisuus, Norther, Nightwish, Sentenced, Lullacry, Sonata Arctica, Amorphis, Waltari, Tarot, Peer Günt, Timo Kotipelto, Timo Tolkki, Timo Rautiainen, Stratovarius, Moon Cakes, Don Huonot, Charon, Children of Bodom, Tracedawn, Popeda y Lordi.
Además es miembro de las bandas Itä-Saksa y Moon Cakes.
En 1991 ganó el premio al mejor productor del año en los Emma Gaala.